# Jasper Township (comté d'Ozark, Missouri)
Jasper Township est un ancien township, situé dans le comté d'Ozark, dans le Missouri, aux États-Unis,.